# Debat SLOSS
El debat "SLOSS" va ser un debat en ecologia i en la biologia de la conservació durant les dècades de 1970 i 1980 sobre quin era un millor mitjà de conservació de la biodiversitat d'un hàbitat fragmentat: si una única reserva gran o si moltes xicotetes. El nom SLOSS és un acrònim del tema del debat anteriorment mencionat: Single Large Or Several Small. Des dels seus inicis s'han proposat múltiples teories alternatives. A banda, el concepte també ha sigut utilitzat diverses vegades fora del context de la conservació d'hàbitats.

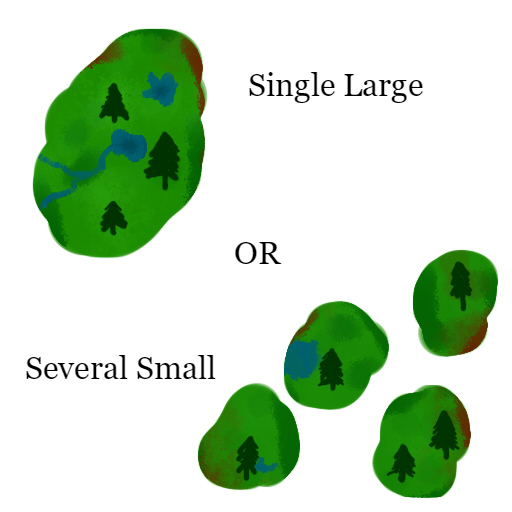
Representació del concepte SLOSS

L'any 1975, Jared Diamond va suggerir algunes "regles" que calia complir per dissenyar àrees protegides, i es va basar en el llibre de Robert MacArthur i EO Wilson, The Theory of Island Biogeography. Ell suggeria que tindre una determinada àrea destinada a la conservació en forma d'una única reserva de grans dimensions era preferible a tindre eixa mateixa àrea repartida en diverses reserves més xicotetes.
Una única regió gran suportaria més espècies que qualsevol de les regions més xicotetes, ja que la riquesa d'espècies augmenta a mesura que ho fa l'àrea de l'hàbitat, tal com estableix la relació àrea-espècie. Aquesta idea fou popularitzada per molts ecòlegs, i apareix en molts llibres de text de biologia de la conservació. A més a més, és utilitzat en la confecció dels plans de conservació que hui dia es fan servir per a la conservació.
Tot i això, aquesta idea fou qüestionada per Daniel Simberloff, l'antic estudiant de Wilson, que va remarcar el fet que aquesta idea es basava en el supòsit que les reserves més xicotetes tenien una composició d'espècies niuada. Açò venia a dir que qualsevol de les reserves més grans tindria totes les espècies presents en qualsevol de totes les reserves xicotetes. Si alguna de les reserves xicotetes tinguera espècies que no estigueren presents en la resta, aleshores podria passar que dues reserves xicotetes podrien tindre més espècies que una reserva gran.
Simberloff i Abele van ampliar el seu argument en un article posterior publicat a la revista The American Naturalist afirmant que no existia ni cap teoria ecològica ni cap dada empírica que donara suport a la hipòtesi que deia que subdividir una reserva natural augmentaria les taxes d'extinció. Bàsicament negaven les teories de Diamond, MacArthur i Wilson (que deien que quan més gran, més biodiversitat). Després, Bruce A. Wilcox i Dennis D. Murphy van respondre amb un altre article anomenat "Conservation strategy - effects of fragmentation on extinction" assenyalant els defectes del seu argument alhora que proporcionaven una definició completa de la fragmentació d'hàbitats. Wilcox i Murphy també van argumentar que probablement la fragmentació d'hàbitats és la principal amenaça per a la biodiversitat global, qui en fa perdre més.
Tot açò va ajudar a mostrar la importància d'estudiar la fragmentació d'habitats com a àrea dins de la biologia de la conservació. El debat SLOSS anà a parar a la qüestió de fins a quin punt les reserves més xicotetes compartien espècies entre si. Aquesta qüestió va donar lloc al desenvolupament de la Nested subset theory per part de Bruce D. Patterson i Wirt Atmar als anys vuitanta, i a l'establiment del projecte Biological Dynamics of Forest Fragments Project (BDFFP) prop de la ciutat brasilera de Manaus el 1979 per part de Thomas Lovejoy i Richard Bierregaard.

## Teories alternatives
En 1986, Michael E. Soulé i Daniel Simberloff van proposar que el debat SLOSS era irrellevant i que la millor manera d'estimar les dimensions necessàries de la reserva era seguint tres passos: identificar les espècies clau del lloc, és a dir, les espècies la desaparició de les quals disminuiria significativament la diversitat de la reserva; determinar el nombre mínim d'individus necessaris d'aquestes espècies per a garantir la seua supervivència; estimar l'àrea necessària per a mantindre el mínim nombre possible.

### Altres consideracions
- Dispersió i genètica: les teories alternatives sovint les tenen en compte, mentre que el debat original tendeix a ignorar-les.
- Connectivitat d'hàbitat o Landscape connectivity.[3]

## Aplicacions

### Conservació de parcs
El propòsit del debat en si és tot allò que està relacionat la planificació de la conservació de terrenys i actualment s'utilitza en la majoria de plans de qualificació de terrenys.

### Àrees urbanes
El debat SLOSS ha entrat en joc en la planificació dels espais verds de les ciutats, on les mesures que cal considerar dur a terme van més enllà de motius com la preservació de la biodiversitat, i també es valoren els efectes que tenen sobre el benestar humà. A més, el concepte també es pot aplicar a altres aspectes de l'urbanisme.

## Estat actual del debat (última aportació 2019)
El consens general del debat SLOSS és que cal avaluar-ne cas per cas les mesures a prendre per a triar-ne les millors per a aconseguir l'objectiu de la conservació.
En el camp de l'ecologia de metapoblacions, els treballs de modelització suggereixen que el debat SLOSS s'hauria de refinar, i que no es pot resoldre sense una consideració espacial explícita de la dispersió i la dinàmica ambiental. El nombre òptim de parcel·les es veu afectat en gran manera per la relació entre l'àrea de les parcel·les de l'hàbitat i les taxes d'immigració, emigració i extinció local.
En biologia de la conservació i en la genètica de la conservació, les metapoblacions (és a dir, grups connectats de subpoblacions) es consideren més estables si són més grans o tenen més poblacions. Això es deu al fet que, tot i que les poblacions menudes i individuals poden extingir-se a causa de processos estocàstics del medi ambient o de la biologia (com la deriva genètica i la consanguinitat), poden ser recolonitzades per migrants rars d'altres poblacions supervivents. Per tant, en aquest cas podria ser millor tindre diverses poblacions petites en lloc d'una única i gran. Per exemple, si una catàstrofe elimina una població i aquesta és única i gran, l'espècie s'extingeix, però si algunes poblacions regionals d'una gran metapoblació s'exterminara, la recolonització de la resta de la metapoblació pot assegurar-ne supervivència final. En els casos de destrucció d'hàbitats, en les quals la destrucció es dispersa, un nombre menut de reserves grans són les millors, ja que quan la pèrdua d'una reserva va acompanyada de la pèrdua d'una altra és millor tindre múltiples reserves xicotetes.

## Fes-li una ullada
- Biogeografia insular
- Patch dynamics